# Waldkalkung

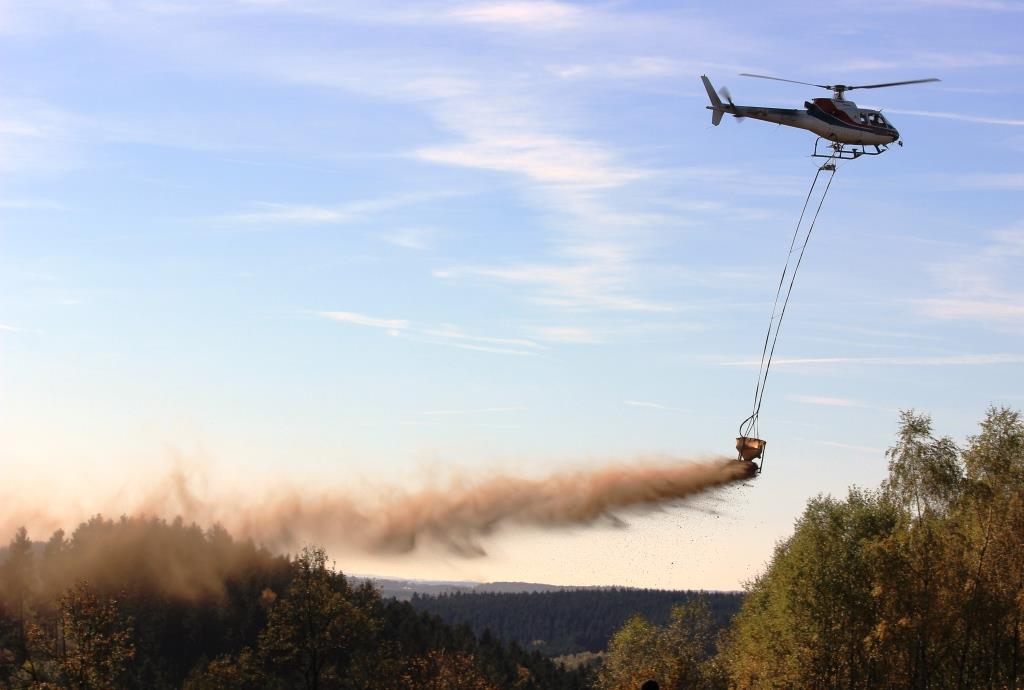
Waldkalkung bei Siegen im Oktober 2013

Unter einer Waldkalkung (auch Forstkalkung) versteht man das Einbringen von kohlensaurem Magnesiumkalk in sehr stark versauerte Wälder, um dort schonend den pH-Wert des Waldbodens zu erhöhen und somit einer Waldbodenversauerung entgegenzuwirken. Ein intakter Mineralboden sollte pH-Werte über 4,5 aufweisen.
Um der starken Bodenversauerung entgegenzuwirken, werden in deutschen Wäldern bereits seit 1980 Kalkungen durchgeführt. Für jeden Standort sollten im Vorfeld Untersuchungen durchgeführt und Proben analysiert werden, um zu sehen, ob eine Kalkung sinnvoll ist oder nicht. Für die Waldkalkung werden üblicherweise kohlensaure Magnesiumkalke mit mehr als 15 Prozent Magnesiumgehalt verwendet, um neben der pH-Wert-Verbesserung auch die Magnesiumversorgung und Basensättigung zu erhöhen.

## Ursachen der Waldbodenversauerung
Hauptursache für die starke Versauerung von Wäldern und die dadurch bedingte Schädigung ökosystemarer Funktionen war und ist der Eintrag von Säuren mit dem Regen, auch bekannt als Saurer Regen. Sie stammen von Immissionen aus Verkehr, Landwirtschaft, Industrie und der Verbrennung fossiler Energieträger wie Kohle und Öl. Diese führen seit Beginn des 20. Jahrhunderts zu einer Erhöhung der Säurewerte in nicht kalkhaltigen Böden um durchschnittlich den Faktor 100 bis 250. Obwohl zwischenzeitlich die Schwefeleinträge zurückgingen, akkumulieren sich die Säuren im Boden weiter. Dadurch erschöpfen langfristig die natürlichen Puffersysteme des Bodens und auch die biologische Vielfalt im Waldboden geht zurück.
Besonders in ihren oberen Schichten sind die Böden vieler Waldstandorte stark versauert und arm an basisch wirkenden Bestandteilen. Die Säuren schädigen unter anderem das Feinwurzelsystem und vermindern somit die Wasseraufnahme sowie die Standfestigkeit der Bäume.

## Wirkungsweise von Kalk im Waldboden
Der im Wald ausgebrachte Kalk neutralisiert die Säure im Boden und hilft, den pH-Wert der Waldböden zu stabilisieren. Das saure Regenwasser wird neutralisiert, sobald es mit dem Kalk in Kontakt kommt. Nach seiner Auflösung stellt der Kalk zudem die Elemente Calcium und Magnesium als Nährstoffe zur Verfügung. Er erhöht den Gehalt an austauschbarem Calcium (Ca2+) und verringert das Auswaschen von schädlichem Aluminium (Al3+) und Mangan (Mn2+).
Durch die Verbesserung des pH-Wertes und der bodenphysikalischen Eigenschaften erhalten Mikroorganismen, Regenwürmer und viele andere Bodenlebewesen bessere Lebensbedingungen. Daraus resultiert eine verstärkte Biodiversität und Bodenfruchtbarkeit. Die Bodendurchlüftung, die Wasserspeicherung und Nährstoffmobilisierung werden verbessert.

## Geeignete Kalkarten
Für die Waldkalkung wird nahezu ausschließlich kohlensaurer, dolomitischer Magnesiumkalk verwendet, weil er die im Wald gewünschte langsamere Löslichkeit und pH-Wert-Verbesserung mit einer hohen Magnesiumzuführung kombiniert. Dolomitischer Kalk liefert dem Boden aber auch genügend Calcium. Beide Elemente dienen einerseits als Nährstoffe und anderseits zur Verbesserung der Basensättigung und der Bodenstruktur. Der mit Hubschraubern ausgebrachte Kalk sieht fast aus wie Sand, weil er ein Korngrößenspektrum von feinem Sand aufweist und erdfeucht ist. Der ausgebrachte kohlensaure Magnesiumkalk ist für Menschen und Tiere ungefährlich.

## Arten der Kalkausbringung
Die Waldkalkung erfolgt überwiegend im Herbst und Winter. Im Frühjahr und Sommer wird normalerweise nicht gekalkt, um die Tiere im Wald nicht zu stören. In einigen Bundesländern kann bereits im Spätsommer mit der Waldkalkung begonnen werden. Heute wird der Wald fast ausschließlich mit modernen Helikoptern aus der Luft gekalkt. GPS-gestützte digitale Karten zeigen dem Piloten im Helikopter genau, welche Bereiche eines Waldgebiets zu kalken sind und welche ausgespart werden (z. B. Gewässer, sensitive Naturschutzbereiche). Durch diese Technik lassen sich punktgenaue Kalkungen durchführen. Daher bedarf es nur geringer Abstände zu den Flächen, die nicht gekalkt werden sollen.
Neben der Kalkung aus der Luft werden auch Verblasegeräte eingesetzt. Dabei handelt es sich um Fahrzeuge, die den Kalk von den Waldwegen und Rückegassen aus in den Wald blasen.

## Ausgebrachte Kalkmengen
In Deutschland wird seit vielen Jahren als übliche Menge drei Tonnen Kalk je Hektar ausgebracht, weil diese Menge im Mittel den Säureeintrag von ca. zehn Jahren neutralisiert. In der Zeit von 1980 bis 2012 wurden in Deutschland im Durchschnitt ca. 300.000 t Kalk ausgebracht. Somit wurden durchschnittlich ca. 100.000 Hektar (ha) Wald pro Jahr gekalkt. Das entspricht etwa einem Prozent der deutschen Waldfläche von 11,42 Millionen ha. Nach Meinung des Branchenverbandes wäre ein jährlicher Kalkungsbedarf von ca. einer Million Tonnen bzw. eine jährliche Waldfläche von ca. 330.000 ha sinnvoll, um eine spürbare und nachhaltige Verbesserung der Waldböden zu erreichen.